# Minako Seki
Minako Seki (Tamitsu, Nagasaki) es una maestra japonesa de butō contemporáneo, perteneciente a la tercera generación de esta danza. Desde 1986 reside en Berlín, Alemania.

## Inicios
El año 1985 surge la Compañía DanceLoveMachine en la ciudad de Tokio, Japón, dirigida por Tetsuro Tamura. En 1986 deciden trasladarse a Berlín, Alemania, gracias a una invitación de la Künstlerhaus Bethanien. En esta ciudad, al año siguiente Minako se convierte en la cofundadora de Tatoeba - Téâtre Danse Grotesque, el primer conjunto japonés-alemán de butoh, el cual desarrolla hasta hoy un estilo centrado en las posibilidades del sueño en los seres humanos. Minako cuenta con este grupo 45 producciones como bailarina, coreógrafa y directora. En 1988, el compositor Zam Johnson se integra como apoyo musical para su trabajo.

## Performances
Algunos de sus trabajos más importantes son los siguientes:
- Dancefondue
- Ex Oriente Lux
- Dancing Between
- Schicht (capa)
- noisY garden
- Imagine I
- Borderless Split Brain

## Trabajo docente
Minako también participa en la enseñanza intensiva. Desde 1990 ha sido docente en el Tanzfabrik Berlín, y desde 1992 en el Teatret Cantabile 2 en Dinamarca. Además dicta frecuentemente talleres de butoh a nivel internacional de manera independiente, orientados a bailarines y actores de teatro físico. La mayoría de sus talleres son realizados en occidente, Europa, Estados Unidos, y con una fuerte presencia en Latinoamérica, particularmente Chile, Argentina y Bolivia.